# Worf
Komandor Porucznik Worf – bohater fikcyjny występujący w serialu Star Trek: Następne pokolenie, Star Trek: Stacja kosmiczna oraz w kilku filmach pełnometrażowych z serii Star Trek, Klingon, jedna z najbardziej rozbudowanych postaci świata Star Trek. Odtwórcą roli Worfa jest Michael Dorn.

## Życiorys
Worf - syn Mogha, z domu klingońskiego Martoka, ludzkiego domu Rozhenko; partner K'Ehleyr, ojciec Aleksandra Rozhenko, mąż Jadzi Dax; Oficer Gwiezdnej Floty, żołnierz Imperium Klingońskiego; pogromca Gowrona; ambasador Federacji na Qo'noS – jeden z najbardziej wpływowych Klingonów 24 wieku. 

### Dzieciństwo
Worf urodził się na Qo'noS w 2340 roku jako pierworodny syn Mogha. Swoje imię otrzymał po szanowanym przodku - pułkowniku Worf, który był adwokatem i dyplomatą, obrońcą kapitana Jamesa Kirka i doktora McCoya w trakcie ich procesu na Qo'noS w 2293 roku. Według niektórych źródeł pułkownik Worf był dziadkiem Worfa, ojcem Mogha. 
W 2345 roku Mogh wraz z żoną i najstarszym synem przeprowadzili się do kolonii Kithomer. Młodszy syn, Kurn, pozostał w tym czasie pod opieką zaprzyjaźnionej rodziny Lorgh. W 2346 roku Romulanie zaatakowali Kithomer, zabijając 4000 kolonistów, w tym rodziców Worfa. Na wysłany przez kolonistów sygnał SOS odpowiedział USS Intrepid. Odbywający służbę na pokładzie okrętu Sergey Rozhenko zabrał osieroconego Worfa do swojej rodzimej kolonii na Gault, gdzie wraz z żoną Heleną Rozhenko wychowywał klingońską sierotę. Worf dorastał wraz ze swoim starszym ludzkim bratem Nikolaiem Rozhenko.
Jako Klingon, Worf był początkowo trudnym dzieckiem, a wychowanie jego przez ludzką rodzinę nastręczało wielu problemów. Już w wieku siedmiu lat wdawał się niejednokrotnie w bójki z innymi dziećmi, które w większości wypadków wygrywał, zadając swoim przeciwnikom niejednokrotnie poważne obrażenia. W wieku 13 lat, podczas zawodów piłki nożnej, Worf zderzył się z kapitanem przeciwnej drużyny. Siła uderzenia była tak silna, że chłopiec upadł łamiąc kark. To wydarzenie wywarło duży wpływ na dalsze zachowanie Worfa. Nauczyło go opanowywać swoje pierwotne instynkty. Umiejętność ta okazała się nieodzowna w dorosłym życiu. Niektórzy Klingoni uznawali ją jednak za słabość i zarzucali Worfowi wyparcie się własnej rasy.

### Dorastanie
W 2355 roku Worf przybył na Qo'noS, gdzie zamieszkał ze swoimi kuzynami. W tym czasie przeszedł Rytuał Dorosłości oraz wyruszył na wyprawę w góry, gdzie w jaskiniach No'Mat poddał się rytuałowi MajQa. Gdy po sześciu dniach medytacji ukazał mu się w wizji Khales, oznajmił, że dokona on rzeczy, których nie dokonał jeszcze żaden Klingon.
Przepowiednia spełniła się, kiedy Worf jako pierwszy Klingon w historii wstąpił do Akademii Gwiezdnej Floty, ukończył ją i rozpoczął służbę. Jego pierwszym przydziałem była służba w stopniu chorążego na pokładzie USS Hawk.

### Kariera we Flocie

#### Służba na Enterprise-D
Worf rozpoczął służbę na Enterprise-D pod dowództwem kapitana Picarda w 2364. Początkowo, jako podporucznik w sekcji dowodzenia, został przydzielony do służby na mostku, gdzie często pełnił funkcję sternika. Po nagłej śmierci Tashy Yar w 2364 Worf został przeniesiony do sekcji operacyjnej, awansował do rangi porucznika i objął stanowisko szefa ochrony okrętu oraz głównego oficera taktycznego.

#### Służba na Deep Space 9
Po zniszczeniu Enterprise-D w 2371 roku Worf udał się na pielgrzymkę do klasztoru na planecie Boreth. W 2372 roku pomógł kapitanowi Benjaminowi Sisko uspokoić napiętą sytuację między Federacją a Imperium Klingońskim w trakcie inwazji Klingonów na Kardasję. Odmówił w tym czasie kanclerzowi Gowronowi i nie przyłączył się do Imperium, uznając, że wojna z Kardasją jest błędem, który nie przyniesie chwały Imperium. W akcie zemsty Gowron pozbawił rodzinę Worfa praw, ziem i majątku. 
Worf początkowo planował odejść z Gwiezdnej Floty, jednak gdy kapitan Sisko zaoferował mu objęcie roli głównego oficera taktycznego, na federacyjno-bajorańskiej stacji Deep Space Nine, przyjął ofertę.
W trakcie służby na stacji Worf często otrzymywał dowodzenie USS Defiant na czas różnych misji patrolowych, eskortowych i badawczych. Wsławił się przy tym męstwem i zdolnościami przywódczymi. W 2373 roku dostał się do niewoli Dominium w Kwadrancie Gamma, gdzie przebywał wraz z Garakiem, Dr Bashirem, Enabranem Tain i poznał osobiście Generała Martoka. Zdobył uznanie wśród współwięźniów, pokonując dwunastu żołnierzy Jem'Hadar w dwunastu kolejnych pojedynkach na śmierć i życie.
Podczas Bitwy o Deep Space Nine, która rozpoczęła wojnę z Dominium, Worf dowodził uzbrojeniem stacji. W trakcie walk, mimo znaczącej przewagi sił wroga, zniszczył 50 nieprzyjacielskich okrętów. Umożliwiło to dokończenie prac nad polem minowym, stawianym przez USS Defiant, u wejścia do Tunelu Podprzestrzennego. Po opuszczeniu stacji przez personel Federacji, Worf został przeniesiony na IKS Rotarran pod dowództwo Generała Martoka. Podczas operacji odbicia Deep Space Nine Worf wraz z generałem Martokiem, pomógł przekonać kanclerza Gowrona do udzielenia pomocy osłabionej flocie Federacji.
Kiedy w 2375 roku kanclerz Gowron zaczął używać wojny jako instrumentu służącego osiąganiu własnych korzyści politycznych, narażając przy tym Imperium, Federację i ich sojuszników na przegraną, Worf próbował przekonać Gowrona do zmiany taktyki i oddania dowództwa osobom bardziej kompetentnym. Gdy jego prośby i sugestie nie przyniosły zamierzonego efektu, wyzwał kanclerza na pojedynek na śmierć i życie. Walkę wygrał, zyskując w ten sposób prawo do objęcia stanowiska Kanclerza Imperium. Zrzekł się jednak uprawnień i przekazał władzę Martokowi, który przyjął stanowisko, aczkolwiek niechętnie.
Po zakończeniu działań wojennych Worf został mianowany przez Kanclerza Martoka na stanowisko Ambasadora Federacji przy Imperium Klingońskim. Opuścił Deep Space Nine i udał się na Qo'nos

#### Służba na Enterprise-E
W 2373 roku dowodząc USS Defiant Worf otrzymał rozkaz dołączenia do grupy, której zadaniem było powstrzymanie inwazji Borg w Sektorze 001. W trakcie walk okręt został ciężko uszkodzony. Worf wydał rozkaz staranowania sześcianu Borg. Okręt i załogę uratował w ostatnim momencie USS Enterprise, który przybył na miejsce bitwy wbrew rozkazom. Na pokładzie nowej jednostki Worf objął stanowisko oficera taktycznego i koordynował atak pozostałych jednostek. Dzięki wiedzy posiadanej przez kapitana Picarda na temat Kolektywu doprowadził do zniszczenia Sześcianu. Odłączona od macierzystego okrętu mniejsza jednostka Borg zdołała uciec i przeniosła się w przeszłość do roku 2063. Enterprise podążył za nią. Celem Borg było udaremnienie pierwszego lotu ludzi z prędkością Warp, czego skutkiem był kontakt z rasą Wolkanów. 
W trakcie walk na pokładzie Enterprise z członami Borg, Picard wydał Worfowi rozkaz, aby jego ludzie walczyli wręcz, jeżeli zajdzie taka potrzeba. Uznając tę decyzję za nieprofesjonalną i podjętą pod wpływem własnych emocji, Worf zakwestionował rozkazy kapitana. Doszło do gwałtownej sprzeczki, w trakcie której Picard oskarżył Worfa o tchórzostwo. Uniesiony tą zniewagą Klingon wypowiedział pamiętne słowa: Gdybyś był kimkolwiek innym, zabiłbym cię na miejscu.
W 2375, podczas misji dyplomatycznej na planecie Manzar, Worf odwiedził przyjaciół z dawnej załogi na pokładzie USS Enterprise znajdującego się w pobliżu. Uczestniczył w wydarzeniach prowadzących do odkrycia spisku admirała Dougherty'ego i przedstawicieli rasy Son'a, mającego na celu przesiedlenie ludu Ba'ku. 
W 2379 Worf po raz kolejny przybył na pokład na USS Enterprise, tym razem na ceremonię zaślubin Rikera i Troi. Po zakończeniu ziemskiej ceremonii, w drodze na Betazed, gdzie miał się odbyć ślub zgodnie w betazoidzkim obrządku, Enterprise otrzymał rozkazy od admirał Kathryn Janeway, aby udać się na planetę Romulus, gdzie niespodziewanie doszło do wyboru nowego pretora. W trakcie misji okazało się, że nowy władca, Shinzon, jest klonem Picarda, a jego celem jest zniszczenie Ziemi. W trakcie bitwy z wrogiem dysponującym przygniatającą przewagą, Enterprise został ciężko uszkodzony. Ratunek przyniosła brawurowa taktyka kapitana Picarda oraz poświęcenie Daty, który zginął ratując kapitana i załogę.

### Życie prywatne

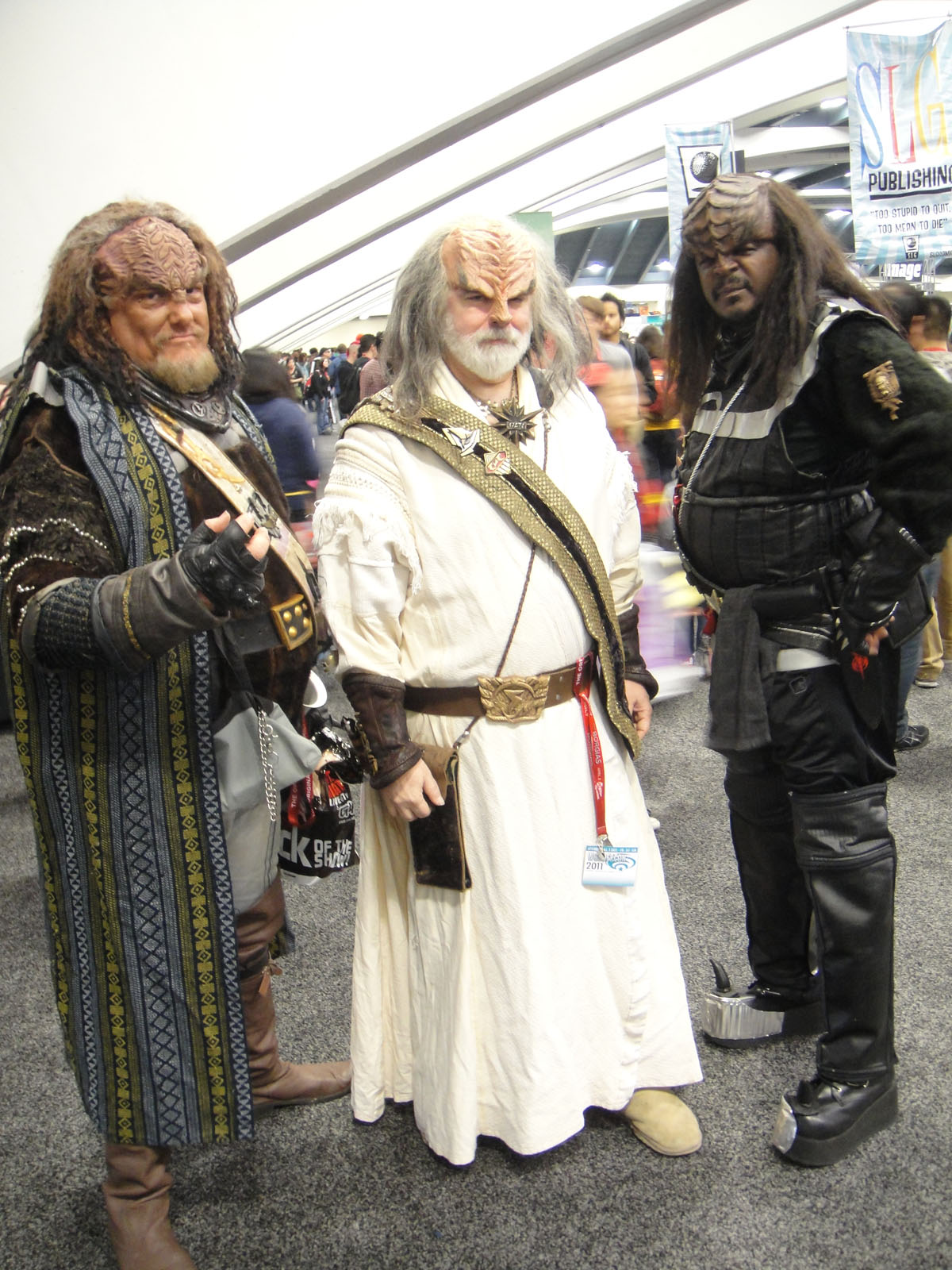
Przedstawiciele rasy Klingonów

Worf od urodzenia pragnął zachować swoje prawdziwe korzenie. Przywiązywał ogromną rolę nie tylko do tradycji, ale również starał się żyć według najszlachetniejszych ideałów klingońskiego społeczeństwa. Jego lojalność wobec ludzi i Gwiezdnej Floty stała niejednokrotnie w sprzeczności z niektórymi zasadami i prawami rasy wojowników. Ta kontrowersyjna mieszanka doprowadziła do ukształtowania osoby konserwatywnej, szlachetnej, odważnej, często idealistycznej, wykazującej niejednokrotnie skłonności do romantyzmu i wbrew obiegowej opinii dysponującej poczuciem humoru. 
Podczas pierwszych lat służby na Enterprise Worf darzył ogromnym szacunkiem i podziwem Tashę Yar, ówczesnego szefa ochrony i oficera strategicznego okrętu. Widział w niej bratnią duszę, która tak jak on straciła rodziców, a także dostrzegał w niej instynkt wojownika.
Mimo że załogę okrętu uznawał za swoich przyjaciół, często unikał towarzystwa i hucznych zabaw, preferując trening fizyczny i medytacje nad grupowe zabawy. Regularnie natomiast grywał w pokera wraz komandorem Rikerem, Dr Crusher, Dr Pulaski, Datą i Geordim.
W 2366 roku, na skutek intryg politycznych rodziny Durasa syna Ja'roda, ojciec Worfa został uznany pośmiertnie za zdrajcę. Obarczono go winną za domniemane przekazanie Romulanom kodów systemu osłon kolonii Khitomer, co doprowadziło do masakry w 2346. Zhańbiona rodzina Worfa została pozbawiona praw, odebrano jej ziemię i majątek. Worf dla dobra Imperium przyjął karę, mimo że wiedział o zdradzie ojca Durasa - Ja'roda i dysponował odpowiednimi dowodami. 

#### K'Ehleyr
Pierwszą partnerką Worfa była ambasador K'Ehleyr, pół klingonka, pół człowiek. Ich romans rozpoczął się w 2365 roku. Kiedy dwa lata później przybyła na Enterprise, Worf po raz pierwszy dowiedział się o istnieniu syna Aleksandra. Worf nie chciał przyjąć go do swojej rodziny, obawiając się, że przenoszona z ojca na syna hańba uniemożliwi mu funkcjonowanie w społeczeństwie. Odmówił również K'Ehleyr podania przyczyny swej banicji. Rozpoczęte przez ambasador śledztwo, mające na celu rozwiązanie tej zagadki doprowadziło do wysłania przez Durasa płatnych zabójców, którzy dokonali mordu na pokładzie Enterprise. Zgodnie z klingońskim prawem Worf pomścił śmierć swojej partnerki, zabijając Durasa w pojedynku na bat'lethy. Otrzymał za to od kapitana Picarda naganę z wpisaniem do akt. 

#### Deanna Troi
W 2370 roku, w trakcie służby na Enterprise, Worf miał przelotny romans z Deanną Troi. W tym samym czasie poprosił Deanne, aby została jego soh-chim, co w wolnym tłumaczeniu odpowiada przyrodniej siostrze i zaopiekowała się Aleksandrem w razie jego śmierci.

#### Jadzia Dax
Jadzia Dax była żoną Worfa. Ich małżeństwo trwało jednak krótko, gdyż niespełna po dwunastu miesiącach zakończyło się tragiczną śmiercią Jadzii pod koniec 2374 roku.
Już w pierwszych dniach służby na DS9 w 2372 roku Worf wywarł ogromne wrażenie na Dax. Częściowo za sprawą symbionta, z którym jako Trill była połączona i wraz z którym pozyskała całą ogromną wiedzę na temat Klingonów, zdobytą przez Curzona Dax. Worf momentalnie rozpoznał w Jadzii nowego nosiciela Dax, którego imię zyskało sobie sławę w Imperium. Początkowe zainteresowanie, bardziej widoczne po stronie Dax, szybko przerodziło się w przyjaźń. Po przeprowadzce Worfa na pokład Defiant otrzymał on od Jadzii zestaw oper klingońskich, których zwykł słuchać, wykorzystując system nagłaśniający okrętu. Przyjaźń przerodziła się w miłość bardzo nietypowo, w okresie, w którym Worf zabiegał o względy innej kobiety, Grilki, Klingonki, byłej żony Quarka.
W 2373 roku, już jako para, Worf i Jadzia spędzili pierwsze wspólne wakacje na planecie Risa. 
Po wybuchu wojny z Dominium Jadzia objęła dowództwo nad Defiant, a Worf został przydzielony na okręt generała Martoka. Po zwycięskiej Bitwie o Bajor i odbiciu DS9 pobrali się i mimo początkowych obiekcji żony Martoka - Sirelli - Jadzia została przyjęta do Domu Martoka w 2374 roku.
Podczas wspólnej misji mającej na celu podjęcie kardasjańskiego informatora Lasarana, oboje wpadli w zasadzkę Jem'Hadar. Jadzia została ciężko ranna. Aby uratować jej życie Worf postanowił przerwać misję. Lasaran został pojmany przez żołnierzy Dominium i zabity. Za niewykonanie rozkazów Worf otrzymał reprymendę od kapitana Sisko, który określił ten incydent jako przekreślający jego szanse na objęcie w przyszłości samodzielnego dowództwa.
Pod koniec 2374 roku Worf i Jadzia zdecydowali o posiadaniu potomstwa. Mimo dużych różnic genetycznych dzielących Klingonów i Trille, okazało się to możliwe dzięki pomocy medycznej, którą miał zapewnić Julian. W podzięce za łaskę i pragnąc prosić o opiekę Proroków, Jadzia udała się do bajorańskiej świątyni na pokładzie DS9. W trakcie modłów została śmiertelnie raniona przez Gul Ducata, który opętany przez Pah-wraith przedostał się do świątyni, by zniszczyć jedną z Łez Proroków. Worf biorący udział w walkach w systemie Chin'toka zdołał wrócić na stację tuż przed śmiercią Jadzii. Julianowi udało się uratować tylko symbiont Dax.
W 2375 roku Worf wyruszył na misję, której celem było zniszczenie doków Dominium. Zwycięstwo ofiarował Jadzii, aby zapewnić jej spokojną wędrówkę do Sto-Vo-Kor.

#### Aleksander
Worf dowiedział się o istnieniu Aleksandra w 2367 roku. Początkowo, ze względu na przyjętą na siebie hańbę, obawiał się, że zaakceptowanie go jako syna, uniemożliwi Aleksandrowi funkcjonowanie w społeczeństwie. Po śmierci K'Ehleyr Aleksander przebywał przez rok z przybranymi rodzicami Worfa. Wychowanie kolejnego młodego Klingona okazało się jednak ponad ich siły. Sprowadził więc go na Enterprise, gdzie usilnie wpajał mu klingońską tradycję i ideały. Gdy Aleksander osiągnął wiek pozwalający na przejście rytuału dojrzałości, Worf był rozczarowany, dowiedziawszy się, że jego syn nie pragnie zostać wojownikiem. Pozwolił mu jednak na wybranie własnej drogi życia. Po zniszczeniu Enterprise-D, Aleksander powrócił na Ziemię i zamieszkał z Rozhenkami. Jako nastolatek zdecydował się wstąpić do Klingońskich Sił Obronnych. Przydzielono go na IKS Rotarran, gdzie służył pod komendą generała Martoka i swojego ojca. Początkowe trudności z zaadaptowaniem się do surowych wymagań i nowego stylu życia oraz obecność ojca utrudniały Aleksandrowi zdobycie uznania wśród załogi. Oskarżył wtedy Worfa o to, że traktuje go jako ciężar, którego najlepiej byłoby się pozbyć. W trakcie bitwy z okrętami Jem'Hadar Aleksander ryzykując własnym życiem dokonał niezbędnych napraw okrętu. Zyskał tym uznanie i szacunek, a Martok i Worf zgodzili się na przyjęcie go jako pełnoprawnego członka domu Martoka.

#### Kurn
Kurn był młodszym bratem Worfa. Po raz pierwszy od czasów dzieciństwa obaj bracia spotkali się podczas pobytu Kurna na Enterprise, w ramach programu wymiany oficerów. Kurn poinformował wtedy Worfa o hańbie, jaką na ich rodzinę ściągnęła domniemana zdrada ojca. Gdy Worf zdecydował się przyjąć niesłusznie zadaną hańbę, aby uchronić Imperium przed wybuchem wojny domowej, postanowił także ukryć prawdziwą tożsamość Kurna.
W trakcie Wojny Domowej w 2368 roku Worf przekonał Kurna do udzielenia pomocy siłom Gowrona. Kiedy blokada stworzona przez flotę 23 okrętów Federacji udaremniła romulański spisek przejęcia władzy nad Imperium, zwycięski Gowron przywrócił honor Worfowi i całemu Domowi Mogha. Kurn objął stanowisko w Wysokiej Radzie Imperium.
W trakcie inwazji Klingonów na Kardasję Worf odmówił udziału w walkach i otwarcie potępił wojnę. Rozwścieczony kanclerz odebrał rodzinie Worfa wszelkie prawa, anulując tym samym przywileje i pozycję Kurna w Radzie. Pozbawiony honoru Kurn przybył kilka miesięcy później na stację Deep Space 9, prosząc swojego brata o wykonanie rytuału Mauk-to'Vor (aktu eutanazji). Pomimo wahań Worf uległ namowom brata i podczas ceremonii wbił w pierś Kurna sztylet. Szybka interwencja Jadzii, której doświadczenie i intuicja pozwoliły odkryć na czas zamiary braci, pozwoliła uratować życie Kurna. Po incydencie Worf umożliwił Kurnowi służbę w bajorańskiej sekcji ochrony stacji. Niestety dla pozbawionego honoru Klingona dalsze życie było bezsensownym cierpieniem. Z tego powodu postanowił poddać brata zabiegowi wymazania pamięci połączonemu z chirurgiczną zmianą wyglądu. Kurn oficjalnie przestał być bratem Worfa i nosząc nowe imię Rodek stał się członkiem Domu Noggra. Obaj bracia nigdy więcej się nie spotkali.

### Sztuki walki

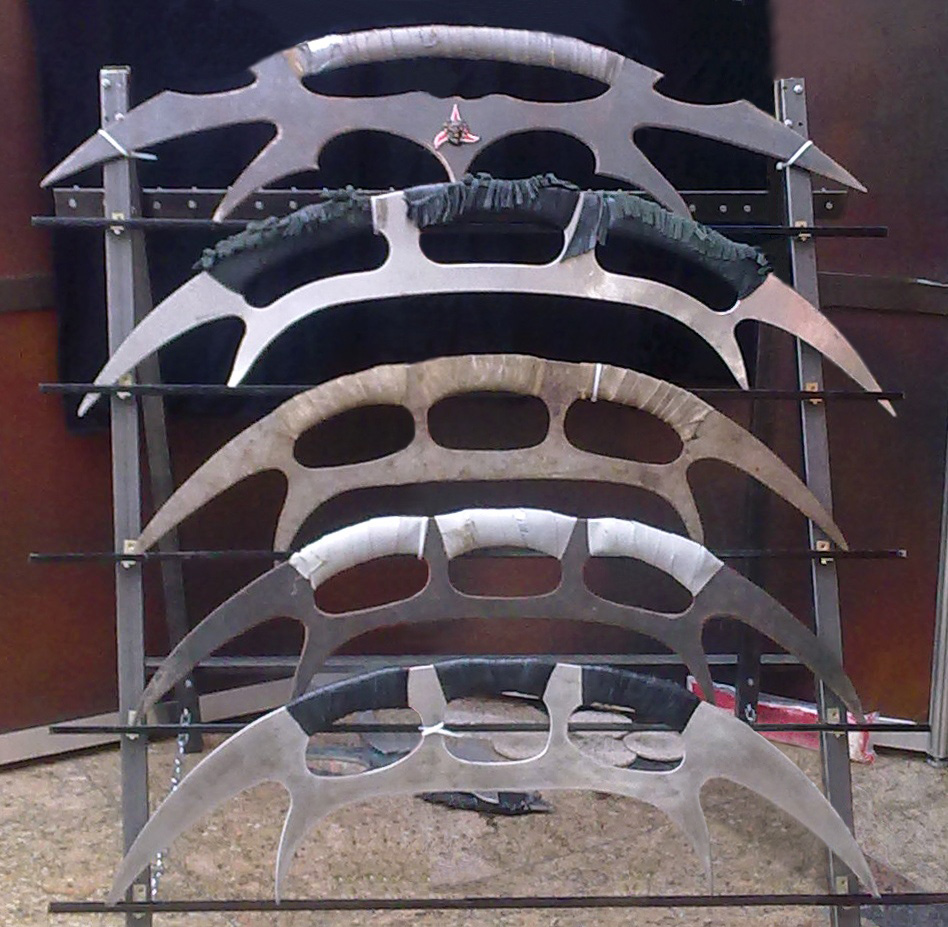
Stojak z bronią bat'leths

Worf był mistrzem we władaniu mieczem bat'leth, co potwierdził wygrywając turniej na Forcas III. Biegle posługiwał się swoją ulubioną bronią - mek'leth. Jego umiejętności w walce wręcz zostały sprawdzone podczas pobytu w obozie Dominium w Kwadrancie Gamma w 2373 roku. Pokonał tam dwunastu żołnierzy Jem'Hadar w dwunastu kolejnych pojedynkach na śmierć i życie.